# Jezuitská kaple v Cambrai
Jezuitská kaple je sakrální stavba v barokním slohu, která se nachází na náměstí Svatého hrobu v Cambrai (Francie). Byla postavená v letech 1679 až 1692, jako příslušenství k jezuitské škole. Je klasifikována jako kulturní památka od roku 1920.

## Historie
Na žádost prvního arcibiskupa Cambrai, monsignora Maximiliana de Berghes, jezuité přijeli do města - nejdříve jako kazatelé (1561). Založili pak kolej, otevřenou 8. května 1563. Byla příznivě přijata a navzdory finančním potížím jezuité postavili malý kostelík pro pastorační a duchovní činnosti zpravidla doprovázející jejich vzdělání. Během jednoho roku (1574-1575) byla gotická kaple dokončena. Zasvěcena sv. Michaelovi byla vysvěcena biskupem Louisem de Berlaymont o velikonoční neděli 1575.
V duchu tridentského koncilu, který vyžadoval lepší vzdělávání duchovních, Berlaymont rovněž žádal jezuity o převzetí odpovědnosti za seminář. Pro nedostatek mužů generální představený odmítl.
O století později byl kostel už příliš malý. Arcibiskup Van der Burch (1616-1644) odkázal značnou sumu na projekt nového kostela. Práce začala 11. června 1679. Architektem byl jezuitský bratr Jean Bégrand. V roce 1692 byla fasáda dokončena a kostel otevřen rektorem Jeanem Soniusem. Dokončení trvalo další dva roky. A interiérové dekorace, plastiky, obrazy, oltáře a nábytek, se doplňovaly celé 18. století.
Za Francouzské revoluce byli jezuité vyhnáni ke dni 1. dubna 1765. Kolej pak měnila několikrát vedení až studenti odešli. Poté byla sídlem revolučního tribunálu a kaple vězením a pak skladem krmiva pro poštovní koně.
V roce 1836 Louis Belmas získal objekty do vlastnictví pro hlavní seminář diecéze Cambrai. Dne 4. listopadu 1838 byla kaple vysvěcena a znovu otevřena. Nová krize vznikla s oddělením církve a státu v roce 1905. Budovy byly přeměněny na kasárna. Během 1. světové války byla kaple používána jako kino. Pak, v letech 1918 až 1931, sloužila pro katolické bohoslužby, zatímco katedrála, která značně utrpěla za války, podstoupila rekonstrukci. Jezuitskou kapli koupila diecéze v roce 1927 a v roce 1958 se stala muzeem náboženského umění.

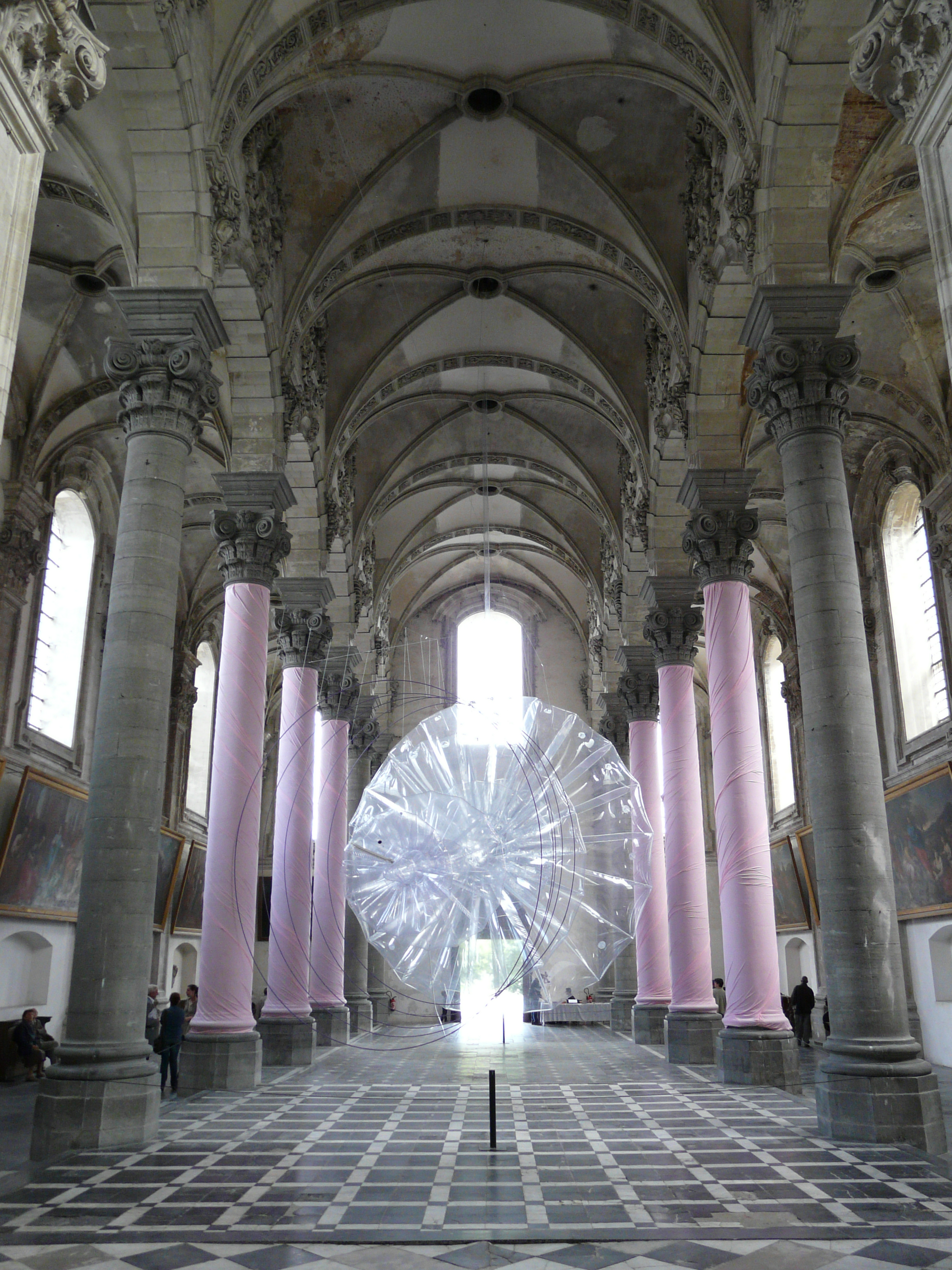
Interiér
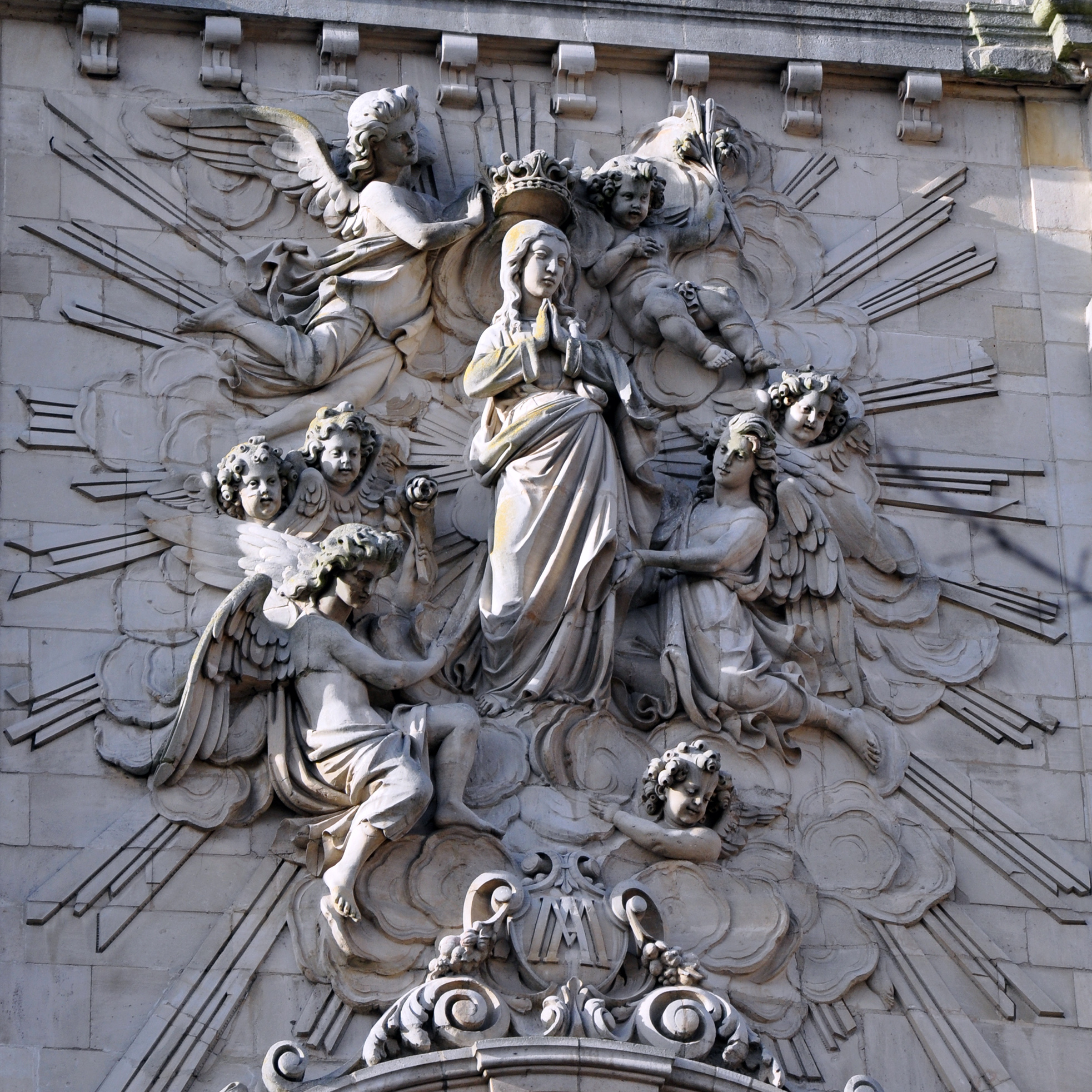
Nanebevzetí Panny Marie na fasádě
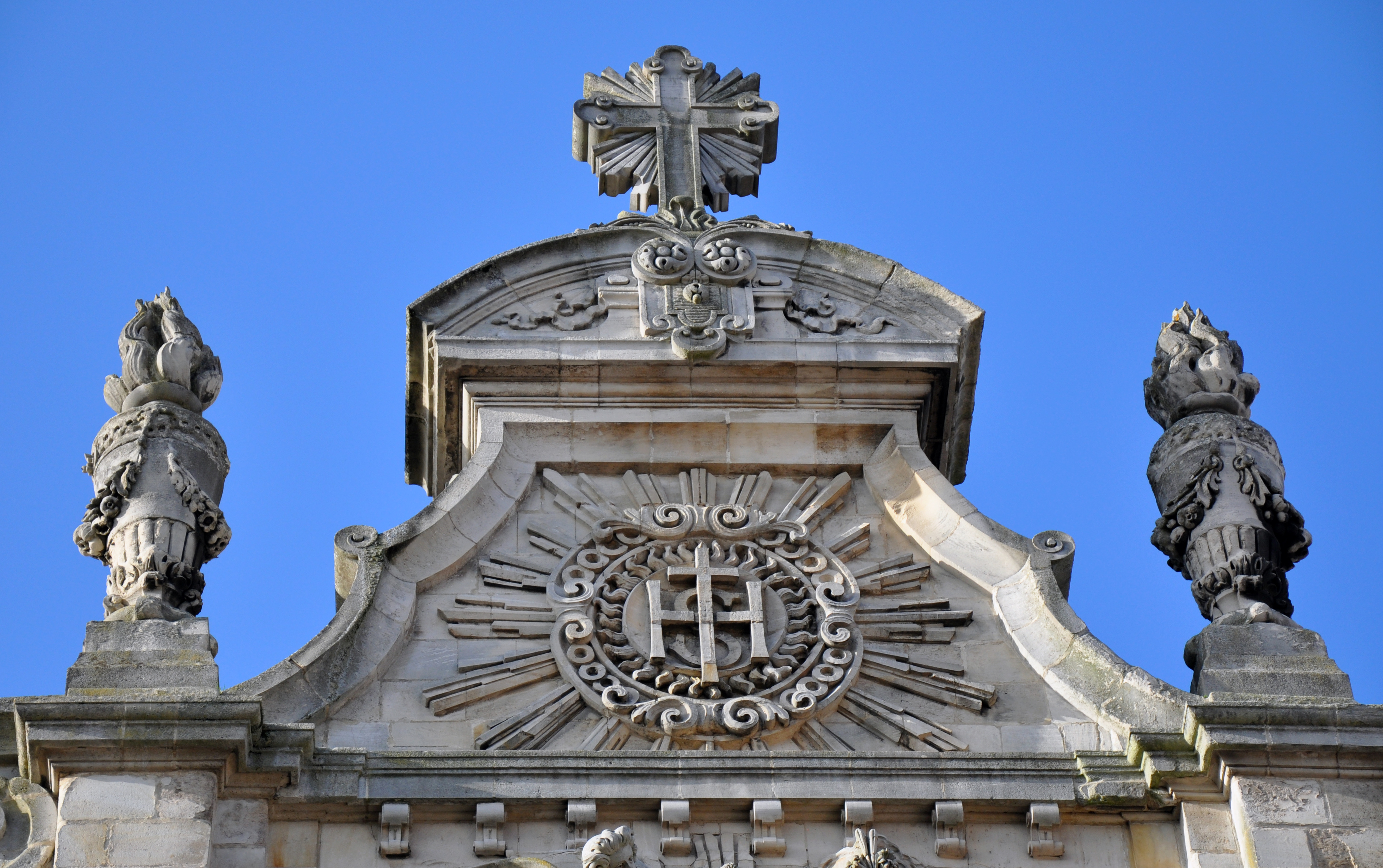
Štít